# Shintoku
Shintoku (jap. 新得町 Shintoku-chō) – miasto w Japonii, w prefekturze Hokkaido, w podprefekturze Tokachi. Według danych na rok 2020 miejscowość zamieszkiwało 5 817 mieszkańców , a gęstość zaludnienia wyniosła 5,5 os./km².

## Galeria

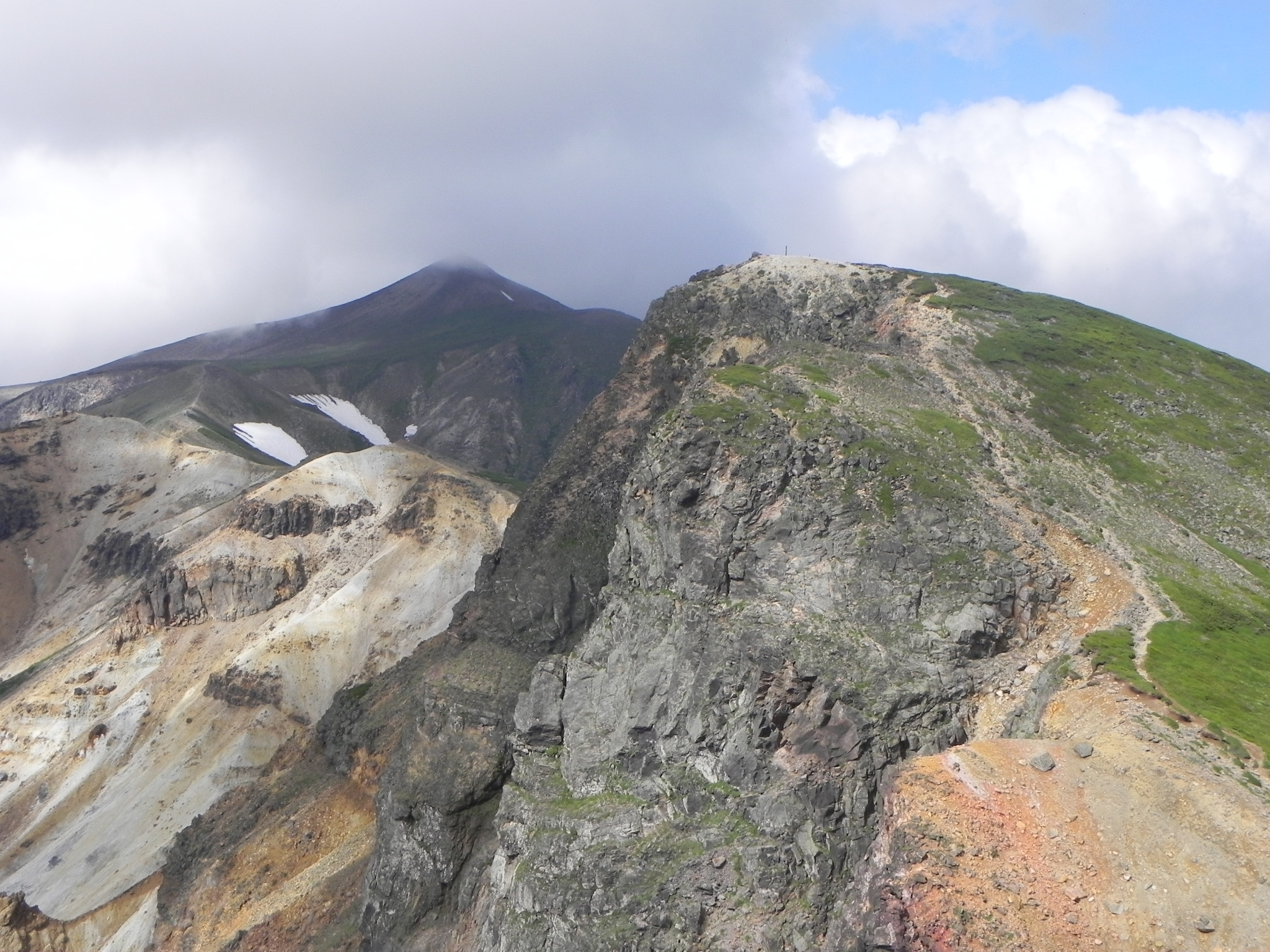
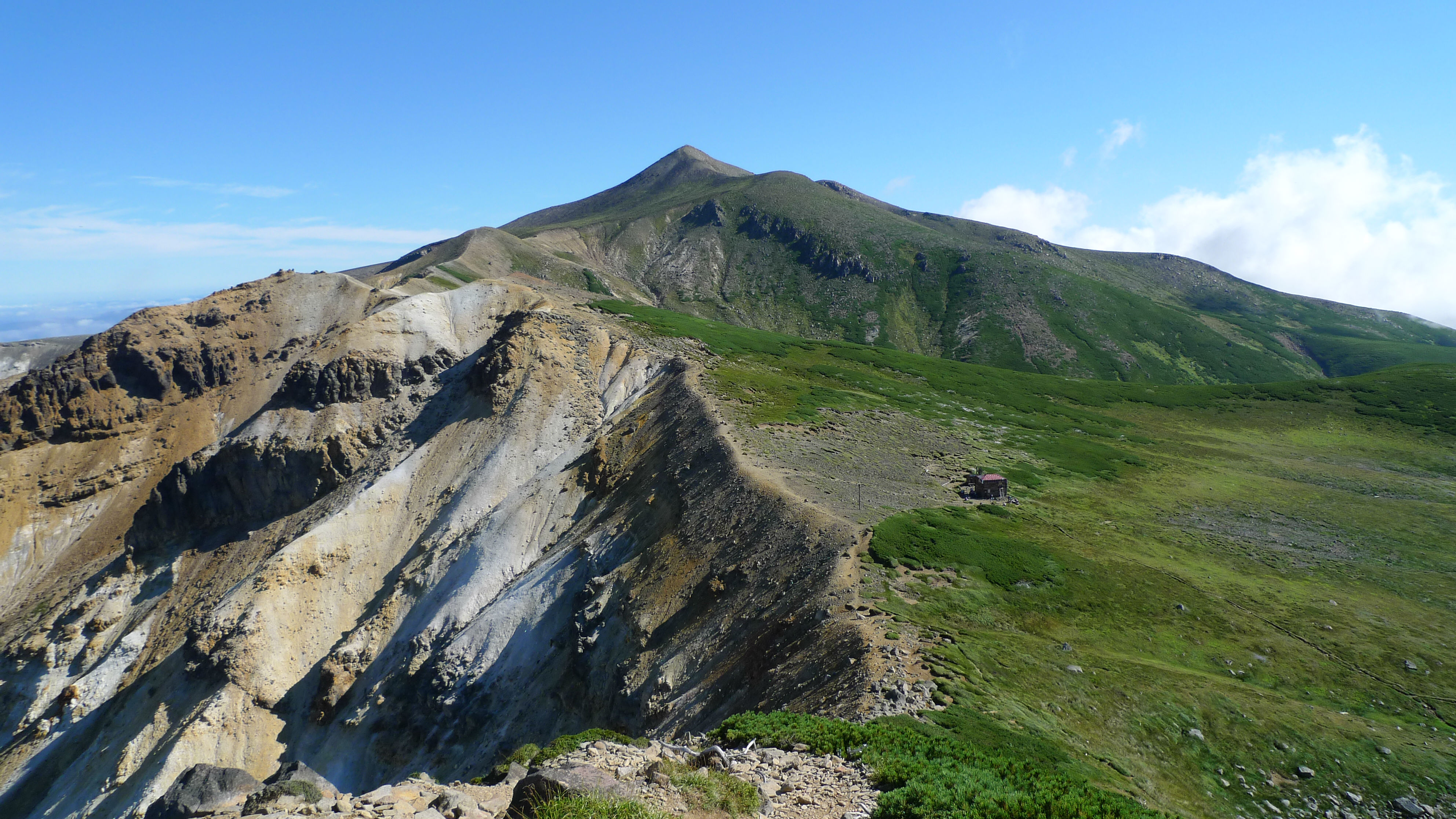
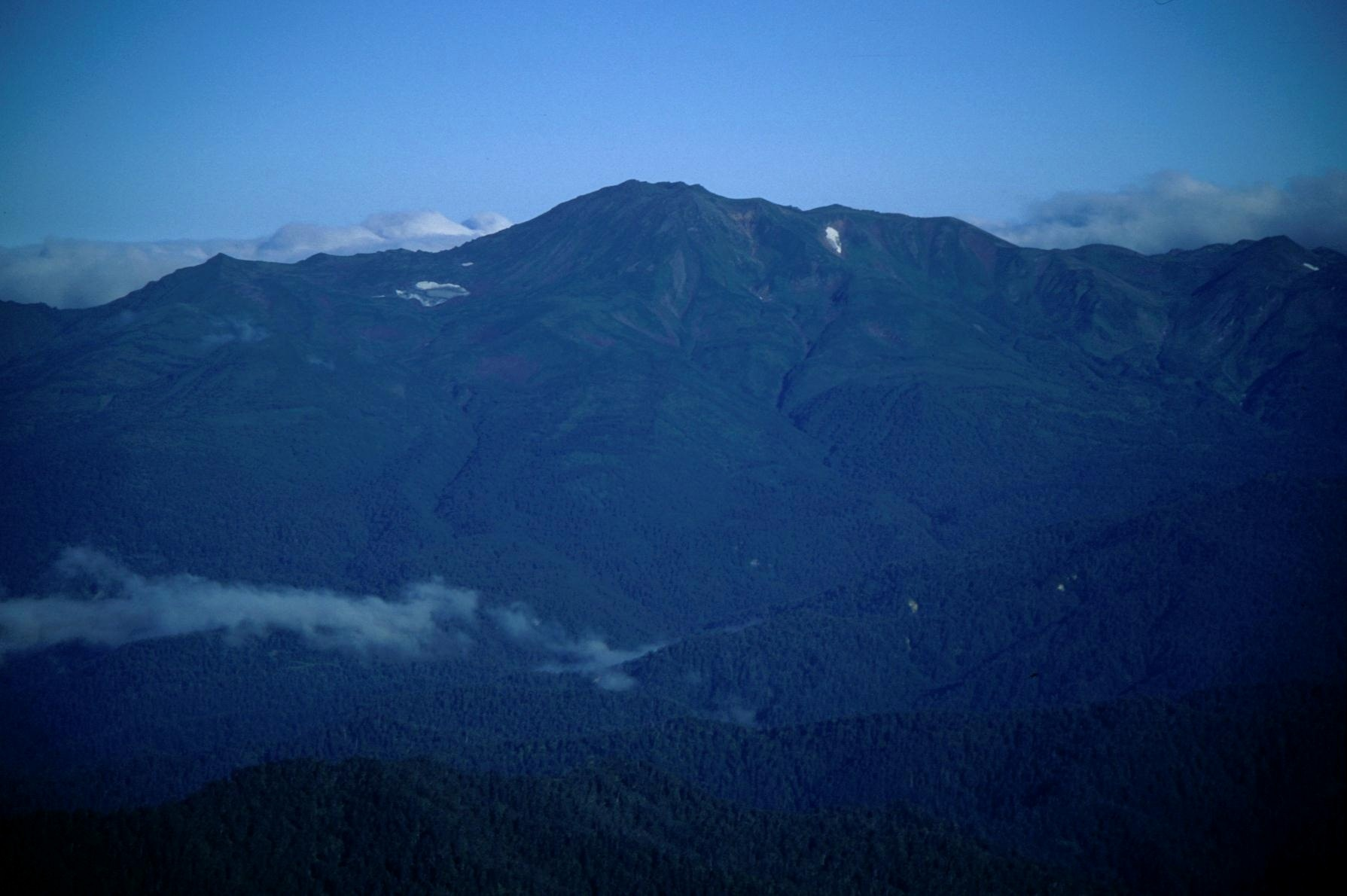
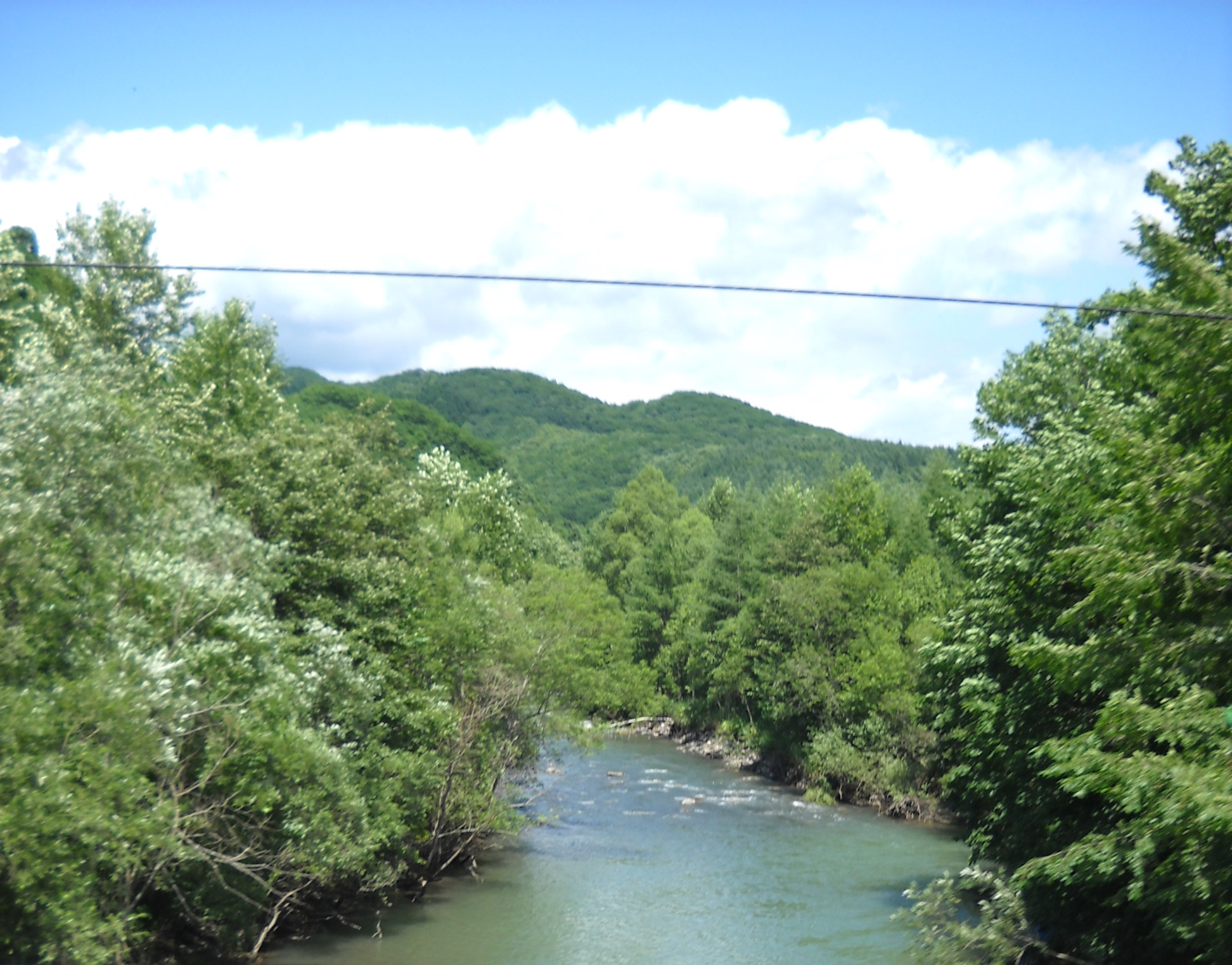
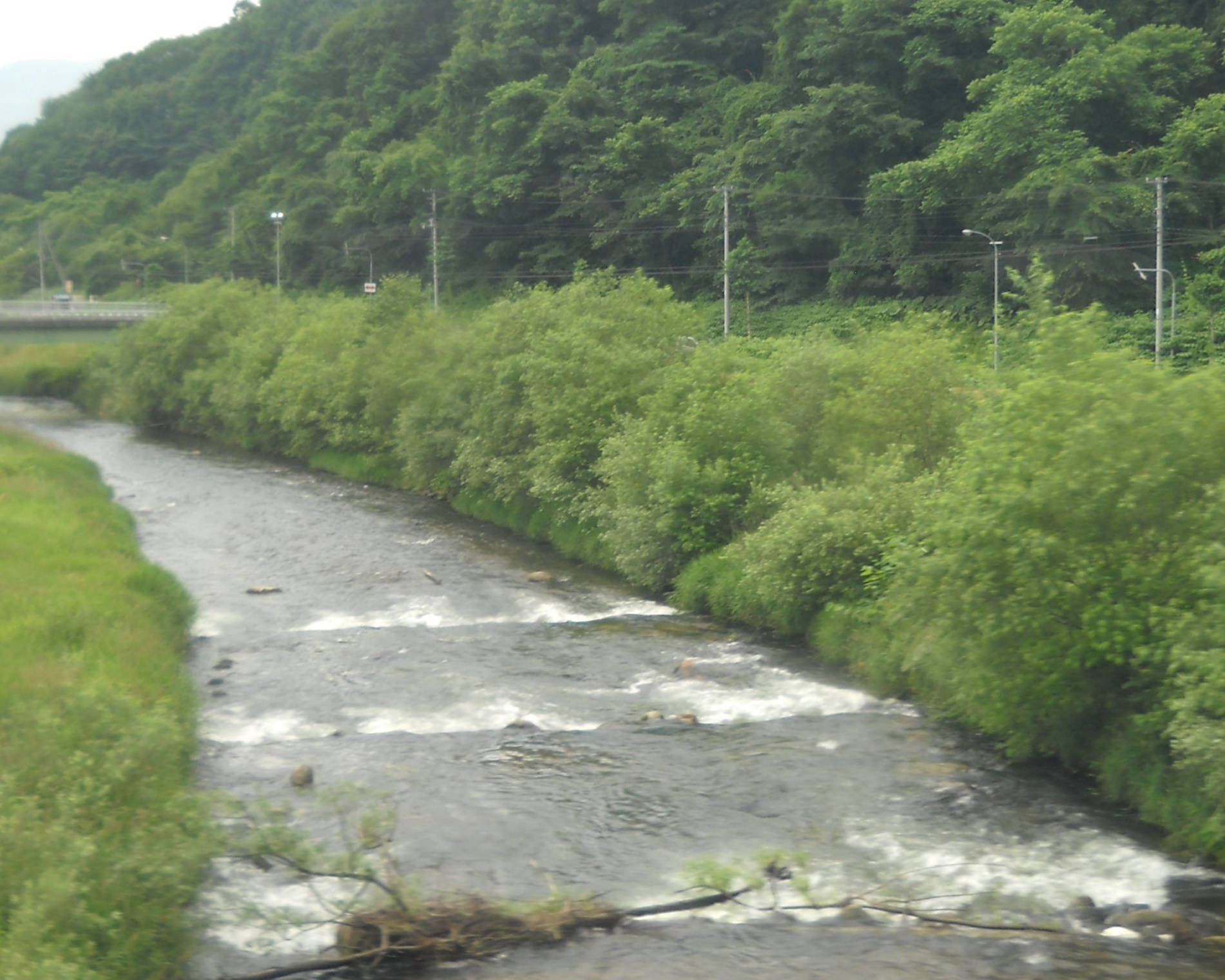
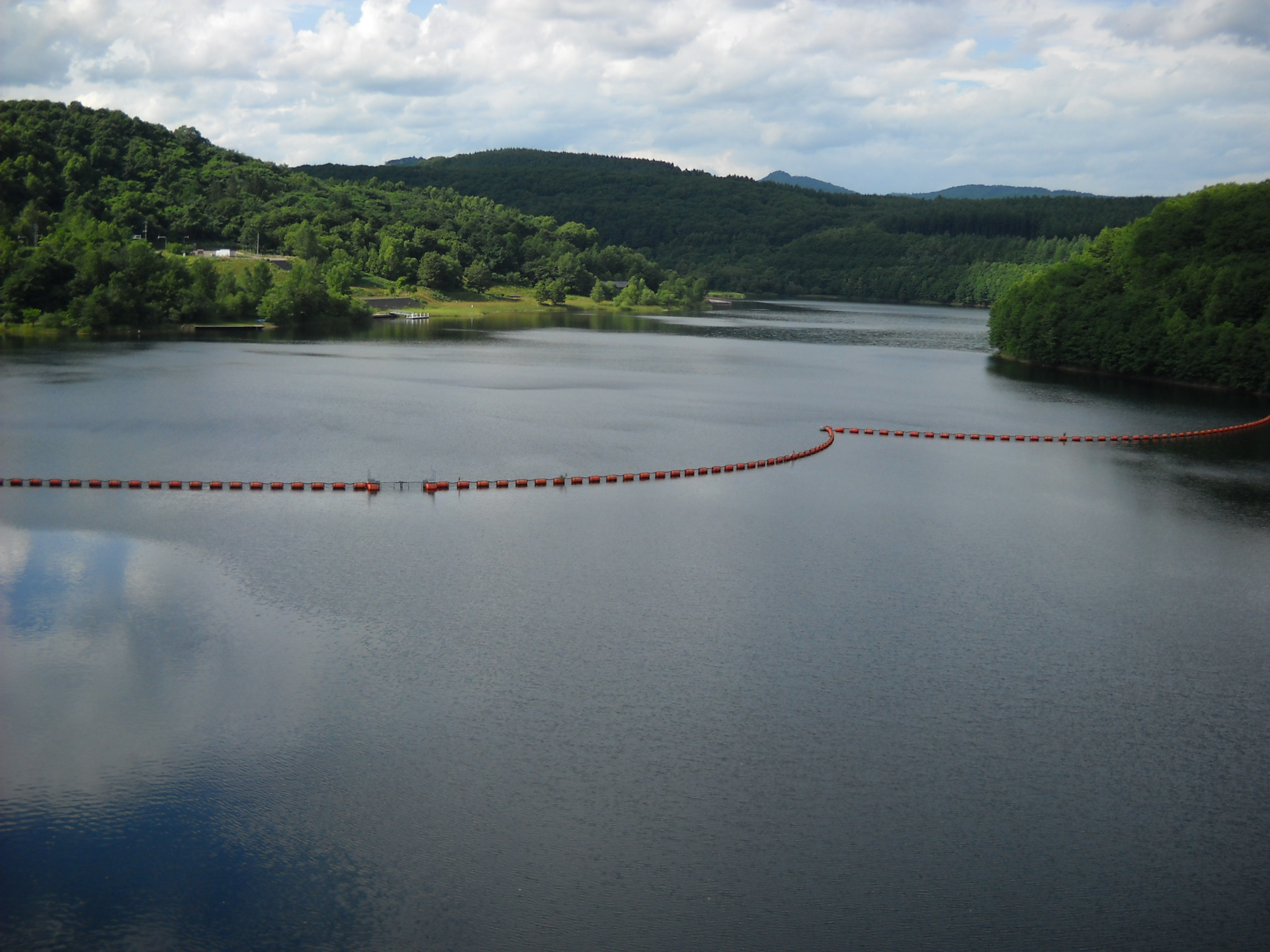
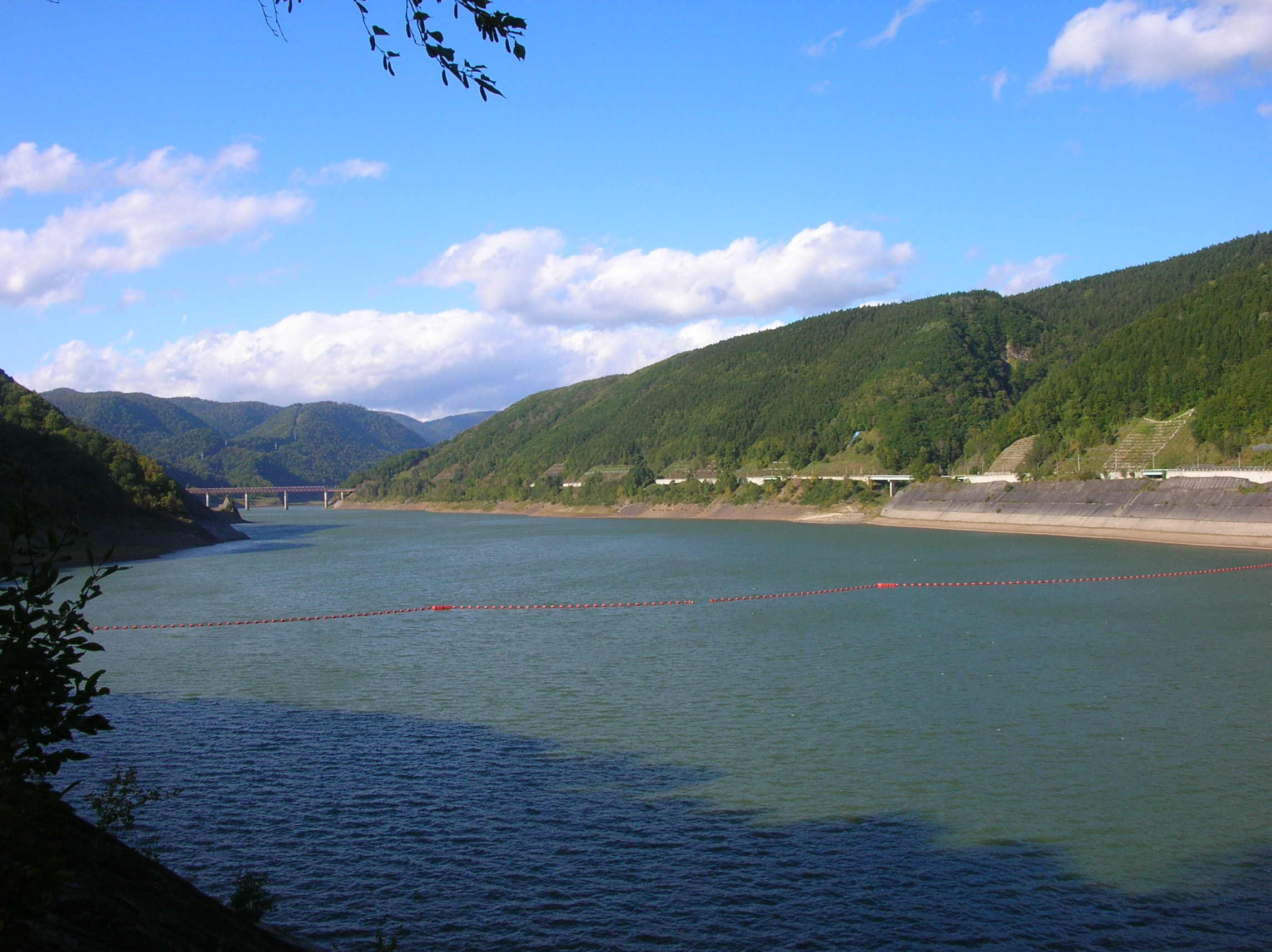